# Antoni Albertrandi

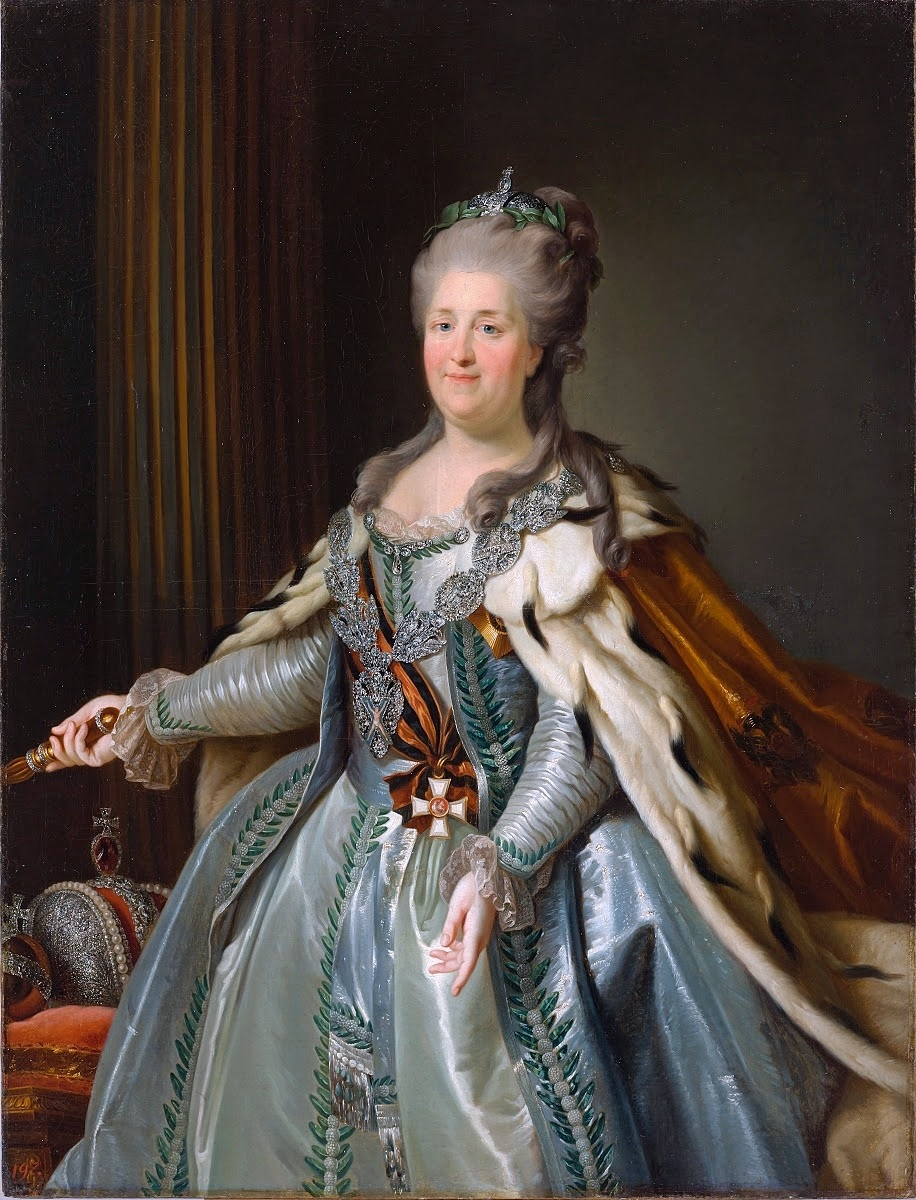
Portret Katarzyny II – dzieło Antoniego Albertrandiego

Antoni Zygmunt Aleksander Albertrandi, inna forma nazwiska: Albertrandy (ur. 1732 lub 1733 w Warszawie, zm. 1795 w Nowem koło Świecia) – malarz klasycystyczny, teoretyk malarstwa i poeta. Brat stryjeczny Jana Chrzciciela Albertrandiego.

## Życiorys
Urodził się po roku 1730 w Warszawie, jako syn Franciszka. Pobierał nauki malowania, początkowo u Szymona Czechowicza, następnie studiował malarstwo poza granicami Polski. Działał na dworze królewskim Stanisława Augusta, jako współpracownik Marcella Bacciarellego w Malarni Królewskiej w Warszawie. W tym okresie udzielał lekcji prywatnych, m.in. Józefie Amelii z Mniszchów Potockiej. Był autorem projektu założenia akademii sztuk pięknych w Warszawie. W 1776 został mianowany nadwornym malarzem królewskim i nobilitowany wraz z bratem stryjecznym Janem Chrzcicielem. Malował portrety, rysunki do sztychów, winiety do druków (oficyna drukarska M. Grölla) oraz obrazy o tematyce religijnej (św. Karol Boromeusz) i mitologicznej. Większość jego prac malarskich nie zachowała się. Ożenił się z Marianną Kowalską, z którą miał jedyną córkę Franciszkę (ożenioną z Wojciechem Laskarysem, synem Teodora, generała wojsk litewskich Rzeczypospolitej). Zmarł w roku 1795 w Nowem (Neuenburg) koło Świecia i tam też został pochowany (kościół bernardynów). Według innych źródeł (K.W. Wójcicki) Albertrandi dożył 70 lat i zmarł w Warszawie w okresie Księstwa Warszawskiego.

## Twórczość
Znane są jego dzieło teoretyczno-krytyczne pt. Bieg teoretyczny malarstwa (Warszawa 1787) oraz utwór liryczny poświęcony własnej twórczości plastycznej Wiersz o malarstwie. Pieśni V (Warszawa 1790). Były to strofy ukazujące w formie poetyckiej metodyczny szkic o sztuce tworzenia, twórcy i tworzywa w malarstwie. Wyjaśnił w formie literackiej podstawową wiedzę na temat podejścia do obserwacji ciała ludzkiego, ruchu, i metodzie rysowania. Dołączono doń ponadto: Krótki wykład osteologii, myologii tudzież i proporcji ciała ludzkiego wraz z przydatkiem powierzchownych odmian twarzy w każdej namiętności, samym tylko malarzom i snycerzom służący. Prowadzona przezeń korespondencja, w formie rękopisów, zachowała się w Archiwum Głównym Akt Dawnych (Archiwum H. Skimborowicza, teka XXII).